# Коксування вугілля

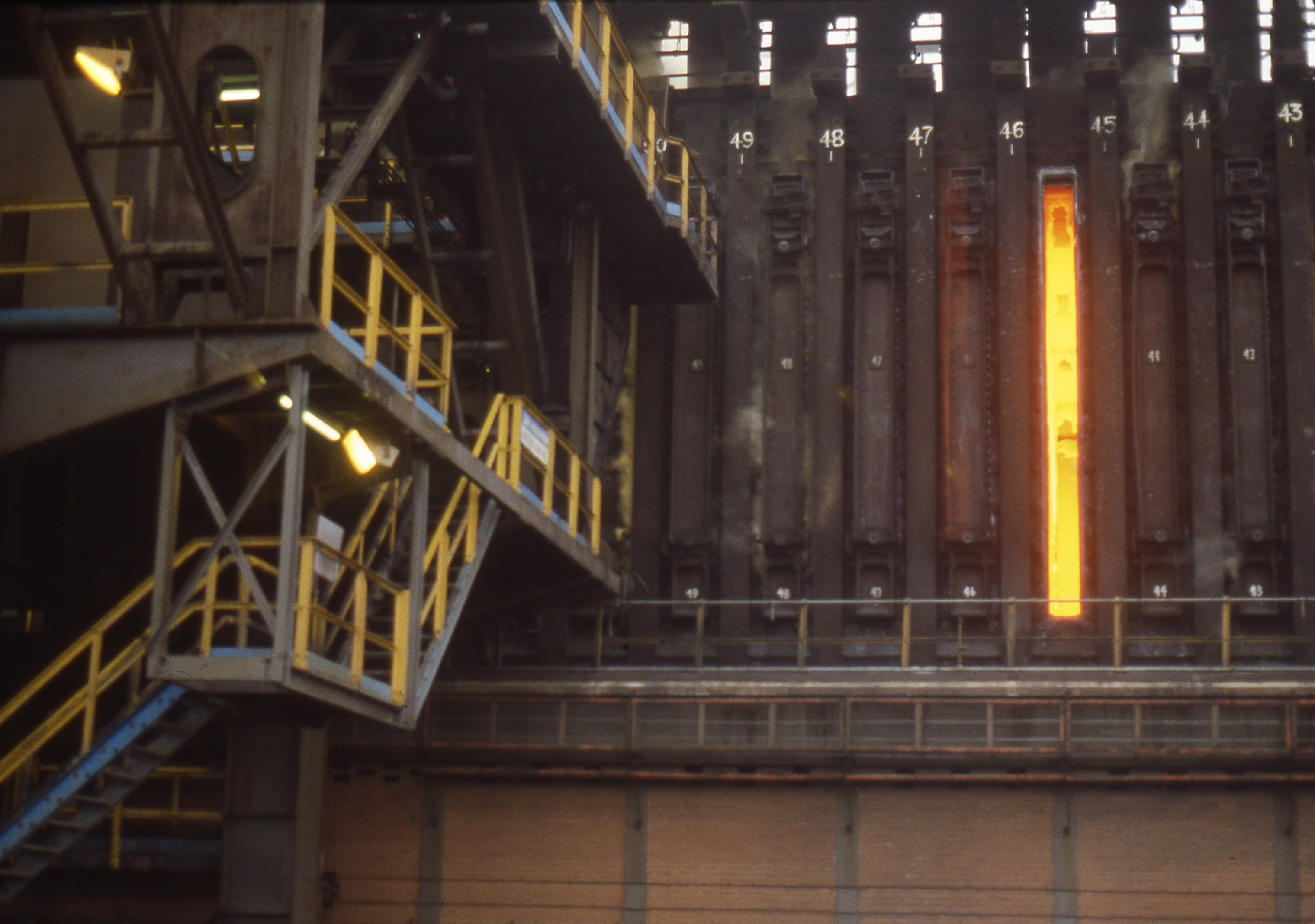
Коксова піч.

Коксування вугілля — метод термічного перероблення переважно кам'яного вугілля, що полягає в його нагріванні без доступу повітря до 1000–1100 °С і витримки, при цій температурі, внаслідок чого паливо розкладається з утворенням летких продуктів і твердого залишку коксу.
Основним цільовим продуктом цього процесу є кокс, що використовується головним чином як відновник і паливо в металургійній промисловості. Кокс характеризується такими основними показниками:
- дійсна (істинна) щільність — 1800–1950 кг/м3;
- насипна щільність — 400–500 кг/м3;
- пористість — 49-53%;
- вихід летких речовин — 0,7-1,2%;
- вміст вуглецю — >96,5%;
- вологість — <5%,
- зольність — 10-11%;
- вміст сірки — 1-2%;
- теплота згоряння — 32 Мдж/кг.

Разом з коксом, вихід якого становить 70-80%, утворюються леткі продукти. При їх розділенні отримують сирий бензол, надсмольну воду, смолу і висококалорійний коксовий газ. Великі масштаби виробництва коксу обумовлюють отримання значних кількостей рідких і газоподібних продуктів коксування, що обчислюються мільйонами тонн в рік. До середини XX століття коксохімія була основним постачальником сировини для крупнотонажного виробництва і тонкого органічного синтезу. У цей час коксохімія помітно поступається в цьому відношенні нафтохімічній промисловості, але внесок коксохімічних продуктів в сировинну базу хімії досить великий.
Коксування звичайно здійснюють із зовнішнім підведенням тепла. Всі процеси починаються у стінок камери коксування і поступово переміщаються до її центра. Внаслідок невеликої теплопровідності вугільної шихти ~2-10-4 Вт/(м•К) температура в центрі камери нижче, ніж у стінок, і вирівнюється лише через 13-14 годин. До кінця коксування обидвох пластичних шарів, переміщаючись від стінок сполучаються в центрі камери, утворюючи шар у якому коксовий пиріг при вивантаженні з печі розпадається на дві приблизно рівні частини.
Більшість реакцій повторного перетворення пари і газів відбувається в підсклепінному просторі, над поверхнею розжареного коксу. Оптимальні умови утворення цінних побічних продуктів: температура 700–720 °С, час перебування пари в підсклепінному просторі близько 40 с.
Основним чинником, що впливає на вихід продуктів коксування є склад вугілля, що переробляється. При переході від газового вугілля до ПС (тобто в міру зниження виходу летких речовин) наростає вихід коксу при відповідному зниженні кількості смоли, бензолу, газу і пірогенетичної води Збільшення кількості летких у вугіллі приводить до зростання в газі концентрацій метану, оксиду вуглеводу і олефінів, тоді як вміст водню і азоту знижується.
Шихта, що піддається коксуванню, як правило, складається з суміші вугілля різних марок в різних співвідношеннях причому враховуються наступні властивості вугілля окремих технологічних марок. Газове вугілля характеризується порівняно невеликою товщиною пластичного шару, високим виходом летких речовин і підвищеною усадкою. Кокс з газового вугілля характеризується високою реакційною здатністю, присутність в шихті такого вугілля посилює усадку «коксового пирога» і полегшує видачу його з печі, й також збільшує вихід газу і хімічних продуктів коксування. При підвищеному вмісті газового вугілля вихід коксу зменшується.
Жирне вугілля є головним компонентом шихти, оскільки забезпечує хорошу спікливість і додає коксу міцність. Однак при їх підвищеному вмісті кокс
віходить тріщінуватий і дрібнокусковий. Це вугілля обумовлює підвищений вихід смоли, бензолу і газу. Коксове вугілля додає коксу необхідної механічної міцності і забезпечує однорідну кусковатість. Вугілля марки ПС знижує усадку, внаслідок чого меншає тріщинуватість коксу, а крупність його підвищується, зросте обираність коксу, меншає вихід газу і хімічних продуктів.